# Маматиев, Асланбек Галмиевич
Асланбек Галмиевич Маматиев (ум. 17 июня 1916) — участник Русско-японской и Первой мировой войн, всадник Ингушского конного полка «Дикой дивизии», полный Георгиевский кавалер, подпоручик.

## Биография
Участвовал в русско-японской войне, имел награды.
13 декабря 1914 года Маматиев, будучи старшим в секрете, был окружён противником. Тем не менее, всадникам удалось не только вырваться из окружения, но и захватить 8 пленных. За этот подвиг Маматиев был награждён Георгиевским крестом 4 степени № 159487.
29 декабря 1914 года Маматиев «доставил важные сведения о противнике». 20 июля 1915 года за боевые отличия в Карпатах он первым из всадников Ингушского полка был награждён Георгиевским крестом 1 степени № 1629.
Был произведён в офицеры. 17 июня 1916 года Маматиев погиб в бою. Посмертно был награждён Георгиевским оружием.